# Rotana Tarabzouni
Rotana Tarabzouni (nascida em 1988/1989) é uma cantora, compositora e comediante saudita que mora em Los Angeles, nos Estados Unidos. Em 2015, ela foi nomeada uma das 100 mulheres mais inspiradoras do mundo, pela BBC.

## Infância e educação
Rotana Tarabzouni nasceu e foi criada em uma família bastante liberal em Darã, na Arábia Saudita. Desde muito jovem, ela já gostava de música e de cantar. Embora ela tivesse acesso restrito à música ocidental, sua família ouvia uma estação de rádio que tocava música estadunidense, bem como artistas como The Beatles, Led Zeppelin, Pink Floyd e Nina Simone. Ela visitou os Estados Unidos durante o verão e comprou CDs durante as viagens. Rotana estudou inicialmente em uma universidade saudita, e estudou no exterior, em Boston. Mais tarde, ela se matriculou na University of Southern California para fazer seu mestrado.

## Carreira
Depois de se formar na faculdade, Rotana Tarabzouni começou a trabalhar para a companhia petrolífera Saudi Aramco. Embora ela tenha se saído bem em seu trabalho, ela o considerava insatisfatório e decidiu desistir e seguir carreira na música. Posteriormente, ela se mudou para Los Angeles em janeiro de 2013, na esperança de ter melhor acesso a locais de música e gravadoras. Em 2016, Rotana Tarabzouni retornou ao Oriente Médio para a NYU Abu Dhabi.
Em 2020, Rotana Tarabzouni realizou um show solo intitulado Alien of Extraordinary Ability (AOEA) (. O show usou música e palavra falada e) apresentou a jornada de Rotana ao se mudar para os Estados Unidos para seguir sua carreira. Sua execução durou pouco devido às restrições causadas pela pandemia de COVID-19. Em 2021, Rotana lançou uma série de comédia sobre educação sexual na web chamada F*D & Blessed. Ela especificamente tentou abordar tópicos frequentemente esquecidos ou não falados nas comunidades muçulmanas e do Oriente Médio. Um episódio do show contou com a participação da comediante e atriz Dina Shihabi.

### Controvérsias
Rotana Tarabzouni enfrentou críticas ao longo de sua carreira por suas opiniões políticas, por suas escolhas de roupas e até por sua decisão de cantar em público (hábitos geralmente ditados pela religião em seu país). Em 2013, Rotana filmou um videoclipe com um cover de "Team", da cantora Lorde, para chamar a atenção para a Campanha Feminina de Condução, que visava derrubar a proibição do governo saudita às mulheres motoristas. Em resposta, ela recebeu ameaças de morte.
Rotana Tarabzouni foi criticada pela forma como combinou suas apresentações musicais com a religião. Durante uma apresentação no Arizona, por exemplo, ela encerrou sua apresentação com uma recitação do Alcorão, o que atraiu críticas online daqueles que consideraram o ato uma blasfêmia.

## Discografia

### Álbuns
- 2021 - Alienígena de Habilidade Extraordinária[9]
- 2023 - Abertura

### Singles
- 2017 - Papai[7]
- 20017 - A Cura[7]
- 2020 - Pecado de novo
- 2020 - Presa na América
- 2021 - Morte Necessária
- 2021 - Doze[9]
- 2023 - Atubu